# Menabrea
Menabrea je značka italského piva, které se vyrábí v pivovaru Menabrea S.p.A. ve městě Biella. Založily ji v roce 1846 rodiny Welfů a Caracciů, v roce 1872 se stal majitelem Giuseppe Menabrea. Od roku 1991 je pivovar součástí společnosti Birra Forst. Je nejstarším nepřetržitě fungujícím výrobcem piva v Itálii. Využívá stále původní sídlo, kde bylo zřízeno i firemní muzeum a knihovna pivní literatury. 
V roce 1997 získalo pivo Menabrea zlatou medaili na mistrovství světa v Chicagu. Toto pivo se také přidává do sýra značky Sbirro.

## Druhy piva značky Menabrea
- Menabrea ležák s obsahem alkoholu 4,8 %.

Je to spodně kvašené světlé pivo vyráběné jako exportní ležák.